# Cubicon
Cubicon je polyfunkční komplex v Bratislavě. Nachází se v katastrálním území městské části Karlova Ves v okrese Bratislava IV, v Mlýnské dolině. Stavba byla dokončena v roce 2009. Skládá se ze dvou částí – obchodního centra a obytné části s 375 byty.

## Popis
Součástí komplexu Cubicon jsou podzemní garáže s přibližně 290 parkovacími místy a venkovní parkoviště s 250 stáními. Nákupní galerie má plochu 7600 m², z toho 5000 m² obchodních ploch, 600 m² určených pro stravování, 150 m² pro administrativu a 1300 m² pro sport, fitness a odpočinek. Podzemní garáže zaujímají plochu 2300 m².